# Max Loreau
Max Loreau (* 7. Juni 1928 in Brüssel; † 7. Januar 1990) war ein belgischer Philosoph, Dichter und Kunstkritiker französischer Sprache.

## Leben und Werk
Max Loreau studierte Klassische Philologie und Philosophie und wurde mit einer Arbeit über den Renaissance-Humanismus promoviert. 1968 verließ er die Freie Universität Brüssel, an der er lehrte, um sich ganz der phänomenologischen Erforschung des künstlerischen Schaffens und eigener Dichtung zu widmen. Er erstellte einen monumentalen Katalog der Werke von Jean Dubuffet. Sein philosophisches Hauptwerk erschien 1989 unter dem Titel „Die Genese des Phänomens“.

## Werke (Auswahl)

### Philosophie
- Cri. Éclat et phases. Gallimard, Paris 1973.
- Nouvelles des êtres et des pas. Gallimard, Paris 1976, 1979.
- En quête d’un autre commencement. Lebeer Hossmann, Brüssel 1987.
- (mit Eddy Devolder) L’Attrait du commencement. De quelques peintures d’aujourd’hui et de quelques sujets voisins. Botanique, Brüssel 1988. (Dialog)
- La Genèse du phénomène. Le phénomène, le logos, l’origine. Minuit, Paris 1989. (Hauptwerk)
- De la création. Peinture, poésie, philosophie. Anthologie. Editions Labor, Brüssel 1998.
- Cris. Galilée, Paris 2001.
- Genèses. Galilée, Paris 2001.

### Essayistik und Kunstkritik
- Dubuffet et le voyage au centre de la perception, de Paris-Circus au grand-art l’Hourloupe... La Jeune parque, Paris 1966.
- Jean Dubuffet. Délits, déportements, lieux de haut jeu. Weber, Genf 1971.
- Jean Dubuffet. Stratégie de la création. Gallimard, Paris 1973.
- Dotremont. Logogrammes. G. Fall, Paris 1975.
- La Peinture à l’oeuvre et l’énigme du corps. Gallimard, Paris 1980.
- Michel Deguy. La poursuite de la poésie tout entière. Gallimard, Paris 1980.
- Catalogue des travaux de Jean Dubuffet. 28 Faszikel. Jean-Jacques Pauvert, Paris / Weber, Genf / Minuit, Paris 1966–1979.

### Dichtung
- Cerceaux ’sorcellent. Jean Dubuffet. Galerie Jeanne Bucher, Paris 1967.
- Chants de perpétuelle venue. Gallimard, Paris 1977.
- Florence portée aux nues. L’Astrée, Paris 1986.
- Ode à la pluie des fous. Poèmes. Hrsg. Francine Loreau und Stéphane Massonet. CEP, Brüssel 2021. (gesammelte Dichtung)